# Georgij Butmi de Kacman
Georgij Vasil'evič Butmi de Kacman, o Georgy Butmi de Katzman (in russo Георгий Васильевич Бутми де Кацман?) (1856 – 1917), è stato un ufficiale e scrittore russo, di fede cattolica, celebre per le sue opinioni antimassoniche e antisemite.

## Biografia
Butmi de Katzman fu uno degli ideologi dell'Unione del Popolo Russo (un'organizzazione antisemita), socio del giornale nazionalista La bandiera russa (1906).
Dal 1912 al 1913 fu uno di un'organizzazione monarchica nazionalista ortodossa. È stato, a quanto pare, uno dei redattori del pamphlet dei Protocolli dei Savi di Sion nelle sue versioni del 1906 e 1907, subito dopo le edizioni di Pavel Krushevan 1903 e Sergej Aleksandrovič Nilus 1905, più estese della prima versione in assoluto ad opera di Pavel Aleksandrovich Krushevan, nel 1903.
Nell la collezione di Illarion Ivanovič Voroncov-Daškov, conservata nella sezione manoscritta della Biblioteca centrale di Moskow, lo storico russo Ljubov’ Vladimirovna Ul’Janova-Bibikov si imbatté in una versione dattiloscritta dei protocolli dei saggi di Sion. La copia mostra le correzioni scritte a mano e le aggiunte di termini che si verificano nel libro stampato. Questa scoperta dimostra che questa copia è la prima fonte finora conosciuta. La versione originale può essere attribuita alle persone intorno a Georgij Butmi, la cui calligrafia sembra essere la stessa di quella utilizzata nelle correzioni trovate nella versione dattiloscritte a Mosca. Questo dattiloscritto con cambiamenti manoscritti conferma sicuramente che i protocolli dei saggi di Sion sono stati elaborati almeno in parte in Russia e non completamente scritti o tradotti a Parigi..

## Pubblicazioni
- Con il fratello NL Boutmi: Massoneria e lo stato tradimento
- Con il fratello NL Boutmi: Gli ebrei in Massoneria